# Kappel am Albis
Kappel am Albis (oficialmente hasta 1911 Kappel) es una comuna suiza del cantón de Zúrich, ubicada en el distrito de Affoltern. Limita al norte con la comuna de Rifferswil, al este con Hausen am Albis, al sur con Baar (ZG) y Steinhausen (ZG), y al oeste con Knonau y Mettmenstetten.